# Волки и овцы: Ход свиньёй
«Волки и овцы: Ход свиньёй» — российский полнометражный анимационный фильм, производства студии Wizart Animation. Продолжение мультфильма «Волки и овцы: бееезумное превращение».
Фильм вышел 24 января 2019 года. В мае 2020 года в рамках итальянской премии Pulcinella Awards был номинирован в нескольких номинациях: «Лучшая режиссура», «Лучшая сюжетная линия», «Лучший саундтрек» и «Лучший актерский состав». Мультфильм конкурировал с 14 полнометражными фильмами из восьми стран мира и стал победителем фестиваля в номинации «Лучшая сюжетная линия».

## Сюжет
В тёмном гроте волк-эмиссар встречает Гарка, лидера враждующего волчьего клана Черных Волков, восседающего на своем моржовом троне. Эмиссар сообщает о слухах о том, что Мами, цыганка, продает сувениры. Однако она находится недалеко от гармоничной деревни, где овцы и волки живут в мире. Гарк и стая соглашаются поймать это новое животное, которое внезапно появилось у них в пищевой цепочке. Им удается поймать Мами. Вернувшись в эгалитарное общество волков и овец, Белгур назначает Серого своим новым преемником.
Единогласным лидером становится Серый. В это время прибывают неожиданные гости: маленькая овечка по имени Джози (которая изначально была крокодилом, пока случайно не выпила зелье Мами) и полярная лисица по имени Симона, которые искали убежища от хищных волков. Серый приветствует их с распростёртыми объятиями, несмотря на недвусмысленные подозрения барана Зико. Клан волка узнает об этой новости и нападает на деревню, чтобы выдать новых животных для пиршества. Однако они избегают тотальной войны, потому что знают, что Серый преодолеет свой кризис идентичности и снова станет волком. Тогда они легко справятся с овечьей деревней. Гарк побеждает его. Он уходит с заявлением: "Ваш союз с овцами отвратителен". У Серого есть пара дней, прежде чем они захватят их деревню, чтобы полакомиться всеми и аннулировать священный договор между вегетарианцами и плотоядными.
Серый возвращается в деревню и сообщает угрожающие вести. Жители деревни соглашаются защищать свои права и сплотиться ради благородного дела. Они строят крепость для предстоящего столкновения с голодными волками. Однако таинственный диверсант в белых перчатках действует активно. Архитекторы узнают, что диверсант внёс слабые рисунки в архитектурный план, в результате чего крепость рухнула. Серый, обескураженный и полный сомнений в себе, снова обращается за советом к Белгуру. Белгур по-прежнему спокоен и повторяет, что его вера в нового лидера нерушима. Он говорит, что Серому уже удалось объединить стадо овец, и это означает, что нет ничего, чего бы он не смог сделать. Белгур уходит с мудрым советом: "Любой хаос можно превратить во что-то прекрасное".
Серый понимает, что концепция трансформации Джози напоминает ему деяния цыганки Мами. Однако её держат в плену в ущелье Гарка. Серый и Бьянка отправляются освобождать Мами. В качестве любезности Мами готовит волшебное зелье, которое впервые было испытано на маленькой Джози. Эксперимент превратил Джози в неукротимую овцу высокой мощности. Клан согласен, что зелье изменит ход войны. Зелье хранится в сарае до наступления дня осады. Неизвестный овцам диверсант заменяет флакон на поддельный.
Во время битвы проводится митинг, поскольку Черные Волки осаждают город. Затем солдаты, включая Чайку Клиффа и ягненка Зико, выпивают зелье, внезапно превращающее их в свиней. Гарк и позабавленные волки загоняют свиней на главную деревенскую площадь, когда те побеждают Серого. Тощий рассказывает, что он тот настоящий диверсант, который никогда не хотел союза между овцами и волками. Гарк, испытывающий отвращение к предательству, сажает Тощего и Серого в тюрьму. Там Тощий понимает, что его действия способствовали всему этому затруднительному положению, а Серый на самом деле был истинным лидером. Серый становится героем, когда Джози пробирается в тюрьму и разбивает дверь камеры, потому что у неё все ещё есть сила, полученная от зелья. Джози отвлекает волков, пока Серый изолирует Гарка в драке. Тощему удается раздобыть зелье трансмутации, которое возвращает поросятам их прежний облик.
Волки и овцы были готовы развязать войну. Однако Симона и Мами примиряют их разногласия, говоря двум фронтам, что они похожи друг на друга в хобби. Два враждующих клана соглашаются на мир. Тем временем начинается основная битва между Гарком и Серым. Серому удается победить, но Гарк парирует вероломную атаку рукой сзади. Враждующие кланы спешат на помощь Серому. Гарк, несмотря на численное превосходство, идёт в сарай, чтобы выпить зелье силы. Овцы и волки наблюдают, как сарай рушится, поскольку появляется надвигающийся рост Гарка, обладающего сверхсилой. Однако клан понимает, что Гарк был всего лишь превращён в свинью. Празднества разгораются, у Серого и Бьянки рождается сын по имени Дюк, Симона наконец-то исполняет свою мечту стать флористом, а Мами соглашается на время сохранить облик свиньи Гарку, пока он не перевоспитается. Тем временем, любуясь видом с холма вместе с Айком, Джози начинает превращаться обратно в крокодила.

## В ролях
- Максим Матвеев — Серый
- Елизавета Боярская — Бьянка
- Галя Корнева — Симона / Мами
- Антон Юрьев — Зико
- Алексей Сигаев — Чук
- Даниил Эльдаров — Моз / Гек
- Михаил Белякович — Гарк
- Михаил Тихонов — Тощий
- Олег Куценко — Бучо
- Всеволод Кузнецов — Айк
- Никита Прозоровский — Белгур
- Алексей Войтюк — Хромой / Клиф
- Ольга Шорохова — пожилая овца / дети